# Kiss of Death
A Kiss of Death album a brit Motörhead hard rock, heavy metal, rock and roll zenekar 2006-ban megjelent,  tizennyolcadik stúdiólemeze.

## Története
Elődjéhez hasonlóan a Kiss of Death is ugyanazokban a stúdiókban készült, és ismét Cameron Webb producerrel dolgoztak együtt, aki a klasszikus Motörhead-albumok hangzását keltette újra életre ezen a lemezen. Habár a kritikusok szerint a legtöbb dalhoz könnyen találni egészen hasonlót a korábbi Motörhead-lemezeken, mégis az album sikerét igazolja, hogy Németországban a 4. helyen nyitott a lemezeladási listán, és Angliában is újabb szintet léptek előre a Top50-be kerüléssel.
A lemez "Under the Gun" című dalában Mike Inez az Alice In Chains basszusgitárosa is játszik Lemmy mellett. A félakusztikus "God Was Never on Your Side" balladában az 1980-as években népszerű amerikai glam metal együttes, a Poison gitárosa, C.C. Deville vendégeskedik. Szintén ebben a dalban a magyar származású Téglás Zoli, az amerikai Ignite frontembere háttérvokálozik. A lemezt záró "Going Down" megírásában pedig a Motörhead-gitáros Phil Campbell fia, Todd Campbell is részt vett.
Az előzetes kislemezre az albumról kiválasztott "Devil I Know" mellé az eredetileg az 1916 albumon hallható "R.A.M.O.N.E.S." került fel, csak ezúttal már Mikkey Dee dobolásával. A dal a Kiss of Death CD amerikai limitált kiadásának bónusz felvétele is volt egyben. Az európai limitált kiadáson a Metallica "Whiplash" című dalának feldolgozása szerepel, amely korábban egy Metallica tribute-albumra készült és 2005-ben Grammy-díjat nyert vele a Motörhead, mint a Legjobb Metal Produkció (Best Metal Performance).

## Az album dalai
1. "Sucker" – 2:59
2. "One Night Stand" – 3:05
3. "Devil I Know" – 3:00
4. "Trigger"  – 3:53
5. "Under the Gun" – 4:44
6. "God Was Never on Your Side" – 4:20
7. "Living in the Past" – 3:45
8. "Christine" – 3:42
9. "Sword of Glory" – 3:57
10. "Be My Baby" – 3:40
11. "Kingdom of the Worm" – 4:08
12. "Going Down" – 3:35

USA bónusz felvétel
1. "R.A.M.O.N.E.S." (Campbell, Würzel, Lemmy, 'Philthy Animal' Taylor) – 1:22

Európai bónusz felvétel
1. "Whiplash" (James Hetfield, Lars Ulrich) – 3:49

## Közreműködők
- Ian 'Lemmy' Kilmister – basszusgitár, ének
- Phil Campbell – gitár
- Mikkey Dee – dobok
- C.C. Deville (Poison) – gitár a "God Was Never on Your Side" dalban
- Mike Inez (Alice In Chains, ex-Ozzy) – basszusgitár az "Under the Gun" dalban
- Zoli Teglas (Ignite) – háttérvokál a "God Was Never on Your Side" dalban